# Бережиновский
Бережиновский — хутор в Отрадненском районе Краснодарского края. Входит в состав Попутненского сельского поселения.

## География
Хутор расположен на левом берегу Урупа, в 5 км к северу от административного центра поселения — станицы Попутная и в 33 км к северо-западу от районного центра — станицы Отрадная.
Единственная улица хутора носит название — Кривая.

## Население
| 2002 | 2010 |
| ---- | ---- |
| 88   | ↘53  |